# Mozo de espadas

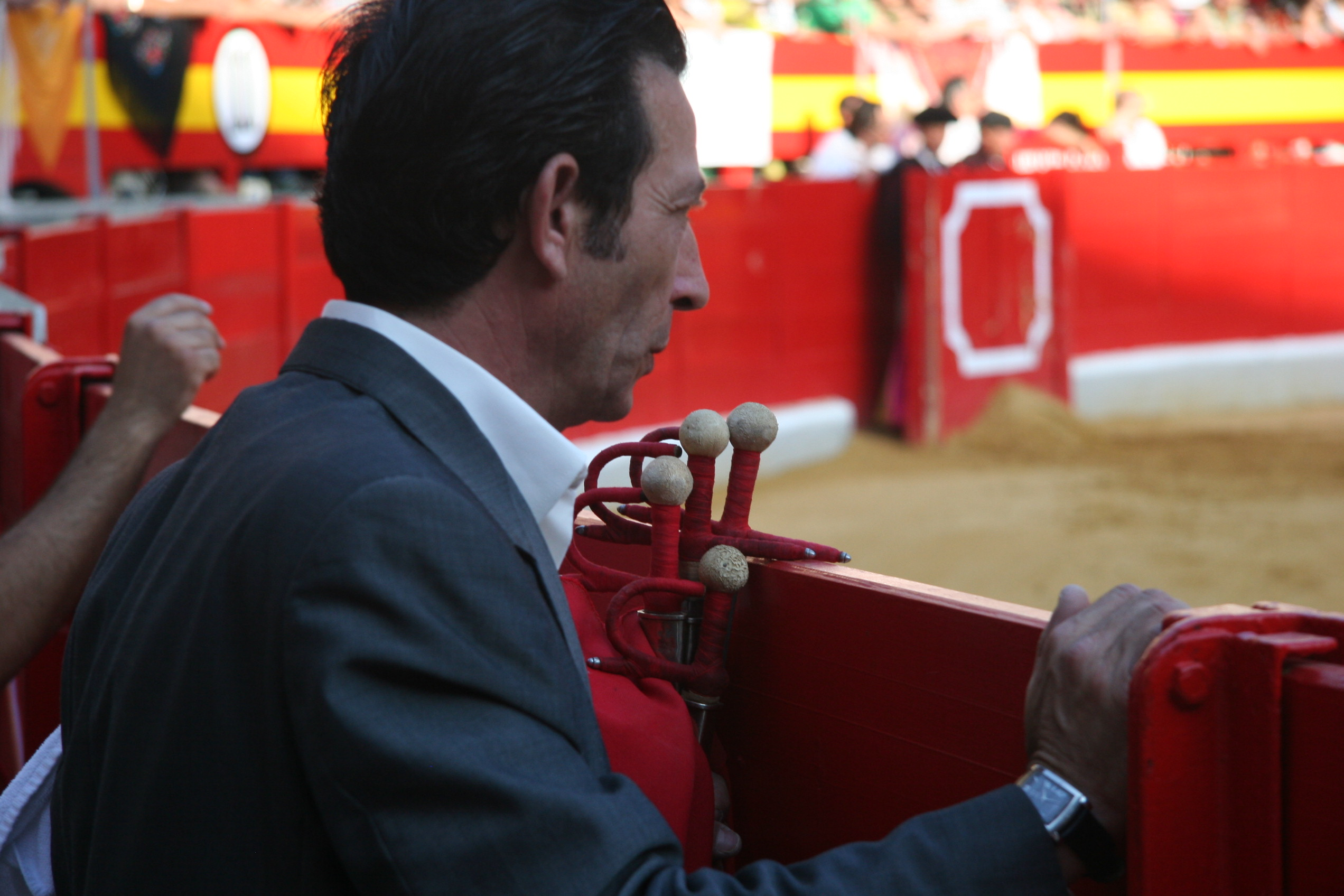
Mozo de espadas dans le callejón des arènes de Grenade.

Le mozo de espadas (de l'espagnol : valet d'épées), ou mozo de estoques, est l'assistant personnel et exclusif du matador.

## Présentation
Le mozo de espadas assiste le matador depuis le callejón, d'où il lui passe le matériel nécessaire à la lidia (cape, muleta, montera, épée ou verdugo), d'où son nom. Mais plus largement, il aide le matador à se vêtir de l'habit de lumière, se charge de l'organisation des voyages, lui sert de secrétaire personnel, d'homme de confiance. Le rôle du valet d'épée est de faire que son torero n'ait pas d'autres préoccupations que celle de toréer. Il n'est donc pas rare de voir comme mozo de espadas un intime du matador, comme un frère ou un ami proche.
Le mozo de espadas dispose de plus en plus souvent d'un adjoint à qui il délègue les tâches qu'il ne peut assumer lui-même. Cet adjoint se charge en général de nettoyer les instruments du matador et du banderillero.

## Sources
- José María de Cossío, Los toros, Madrid, Espasa Calpe, 2007. Tome 6, p. 77-79.